# 鮮于丹
鮮于 丹（せんう たん、生没年不詳）は、中国後漢末期から三国時代の呉にかけての武将。孫権に仕えた。

## 生涯
呂蒙に従って長沙郡など3郡の攻略に参加した。黄武元年（222年）の夷陵の戦いでは陸遜に従って蜀漢の劉備軍と戦った。以後も各地を転戦し、黄武2年（223年）には賀斉に従って魏に降伏した晋宗と戦い生け捕りにした。黄武5年（226年）、魏の曹丕（文帝）の死去に乗じて魏に攻め入り、孫奐に従って5000人の兵を率いて江夏の高城を攻め落とした。